# ECW Barely Legal
O Barely Legal foi o primeiro evento pay-per-view produzido pela Extreme Championship Wrestling. Ocorreu no dia 13 de abril de 1997 no ECW Arena na cidade de Philadelphia, Pennsylvania.

## Resultados[1]
| #    | Lutas | Estipulação     | Tempo |
| ---- | --- | --------------- | ----- |
| Dark | Louie Spicolli derrotou balls Mahoney | Singles match   | 5:00  |
| Dark | J.T. Smith e Chris Chetti derrotaram The FBI (Little Guido e Tommy Rich). | Tag team match  | N/A   |
| 1    | The Eliminators (John Kronus e Perry Saturn) derrotaram The Dudley Boyz (Buh Buh Ray e D-Von) (c) (com Joel Gertner e Sign Guy Dudley). Para vencerem o ECW Tag Team Championship.   | Tag team match  | 06:11 |
| 2    | Rob Van Dam derrotou Lance Storm. | Singles match   | 10:10 |
| 3    | The Great Sasuke, Gran Hamada e Masato Yakushiji derrotaram bWo Japan (TAKA Michinoku, Terry Boy e Dick Togo).                                                                       | Tag team match  | 16:55 |
| 4    | Shane Douglas (c) (com Francine) derrotou Pitbull #2. Para manter o ECW Television Championship.                                                                                     | Singles match   | 20:43 |
| 5    | Taz (com Bill Alfonso) derrotou Sabu. | Singles match   | 17:49 |
| 6    | Terry Funk derrotou The Sandman e Stevie Richards (com The Blue Meanie, Hollywood Nova, Thomas Rodman, 7-11). - Funk e Sandman pinaram Richards (15:43) - Funk pinou Sandman (19:10) | Three-Way Dance | 19:10 |
| 7    | Terry funk derrotou Raven (c). Para vencer o ECW World Heavyweight Championship. | Singles match   | 07:20 |